# رانجيات الشكل
رانجيات الشكل (الاسم العلمي:†Rangeomorpha) هي أصنوفة أحفورية تضم الأحياء الإدياكارية سعفية الشكل التي تشابه الرانجية. ويشير بعض الباحثين، مثل بلوج وناربون، إلى أنه من الطبيعي أن تشمل أصنوفة رانجيات الشكل جميع الأحفوريات المشابهة. على الرغم من أن تطور الجنس قد حدث قبل وجود الحيوانات، وقد لوحظت أدلة على التكاثر الجنسي في الطحالب الحمراء قبل 1200 مليون سنة، اقترحت بعض المصادر أن رانجيات الشكل كانت من بين أول الكائنات الحية التي تكاثرت جنسياً.
رانجيات الشكل هي جزء أساسي من الحيويات الإدياكارية التي عاشت حوالي 30 مليون سنة حتى عصر كمبري من 541 مليون سنة مضت. وكانت متوافرة خصوصاً في أوائل العصر الإدياكاري في مستيكن بوينت في نيوفاوندلاند.